# Mostafa Arab
Mostafa Arab (Persiano: مصطفی عرب; Teheran, 13 agosto 1942) è un ex calciatore iraniano, di ruolo difensore.

## Carriera

### Club
Ha giocato per quasi 20 anni nel campionato iraniano.

### Nazionale
Con la maglia della nazionale, della quale è anche stato anche capitano, ha collezionato 46 presenze e 2 gol, vincendo per due volte anche la Coppa d'Asia.

## Palmarès

### Nazionale
- Coppa d'Asia: 2

1968, 1972